# Чжан Бохен
Чжан Бохен (кит.: 張博恒 Zhang Boheng нар. 2000, Хунань) — китайський гімнаст, чемпіон світу в багатоборстві.

## Спортивна кар'єра

#### 2021
На чемпіонаті Китаю посів друге місце в багатоборстві, що дозволило кваліфікуватися до олімпійських випробовувань, де у липні здобув впевнену перемогу в багатоборстві, однак, через відсутність досвіду міжнародних змагань не потрапив до складу Китаю на Олімпійські ігри в Токіо.
На дебютному чемпіонаті світу в Кітакюсю, Японія, здобув перемогу в багатоборстві, випередивши на 0,017 бала абсолютного олімпійського чемпіона Токіо Дайкі Гашимото.

## Результати на турнірах
| Рік  | Змагання                         | КБ | ІБ | Вільні вправи | Кінь | Кільця | Опорний стрибок | Паралельні бруси | Перекладина |
| ---- | -------------------------------- | -- | -- | ------------- | ---- | ------ | --------------- | ---------------- | ----------- |
| 2020 | Чемпіонат Китаю                  | 4  | 5  | 4             |      |        |                 | 4                |             |
| 2021 | Чемпіонат Китаю                  | 2  | 2  | 1             |      | 5      |                 |                  | 8           |
| 2021 | Олімпійське випробовування Китаю |    | 1  | 3             |      |        | 3               | 3                | 1           |
| 2021 | Чемпіонат світу                  |    | 1  |               |      |        |                 |                  |             |
| 2022 | Чемпіонат Китаю                  | 2  | 1  | 1             | 3    | 6      |                 | 3                | 1           |
| 2022 | Чемпіонат світу                  | 1  | 2  |               |      |        |                 |                  |             |
| 2023 | Універсіада                      | 1  | 1  |               |      |        |                 |                  |             |
| 2024 | Олімпійські ігри                 | 2  | 2  | 8             |      |        |                 | 4                | 3           |